# Talleres Mina
Los Talleres Mina son una edificación histórica de carácter industrial localizada en el municipio español de Minas de Riotinto, en la provincia de Huelva. En el pasado las instalaciones fueron empleadas como fundición y como taller de reparación para el material ferroviario. En la actualidad, sin embargo, el histórico complejo acoge una fábrica de tintes, conservándose algunos elementos originales.

## Historia
Las instalaciones fueron levantadas por la Rio Tinto Company Limited (RTC) hacia 1901, destinadas inicialmente a acoger las labores de la Fundición Bessemer, función que desarrollaron hasta 1914. El edificio se encontraba junto a la vía general del ferrocarril de Riotinto. Posteriormente las naves fueron habilitadas como talleres de reparación y mantenimiento tanto del parque motor como del material remolcado del ferrocarril. En 1954 las instalaciones pasaron a manos de la Compañía Española de Minas de Río Tinto (CEMRT), manteniéndose operativas hasta el declive de la cuenca minera en la década de 1970, cuando cayeron en desuso. El complejo fue adquirido a principios de la década de 1990 por un particular y reconvertido en una fábrica de tintes. 
Talleres Mina tiene un buen estado de conservación debido a que tras su reconversión en fábrica tiene un mantenimiento continuado.

## Ferrocarril
El complejo fue levantado junto a la vía general del ferrocarril de Riotinto, a apenas un kilómetro de Río Tinto-Estación. La RTC habilitó junto a Talleres Mina un apeadero, con dos andenes, para los operarios que acudían al lugar de trabajo a bordo de los llamados «trenes obreros». Además, las instalaciones estaban enlazadas con el ferrocarril minero a través de varias vías de enlace.